# بيرغوندو
بلدية بيرغوندو (بالإسبانية: Bergondo)‏، هي إحدى بلديات مقاطعة لا كرونيا إحدى مقاطعات إسبانيا، و التي تقع في منطقة جليقية شمال غرب إسبانيا.
يبلغ عدد سكانها 6.264 نسمة وفقاً لإحصائية سنة (2002).